# San Ángel (Mexico-Stad)

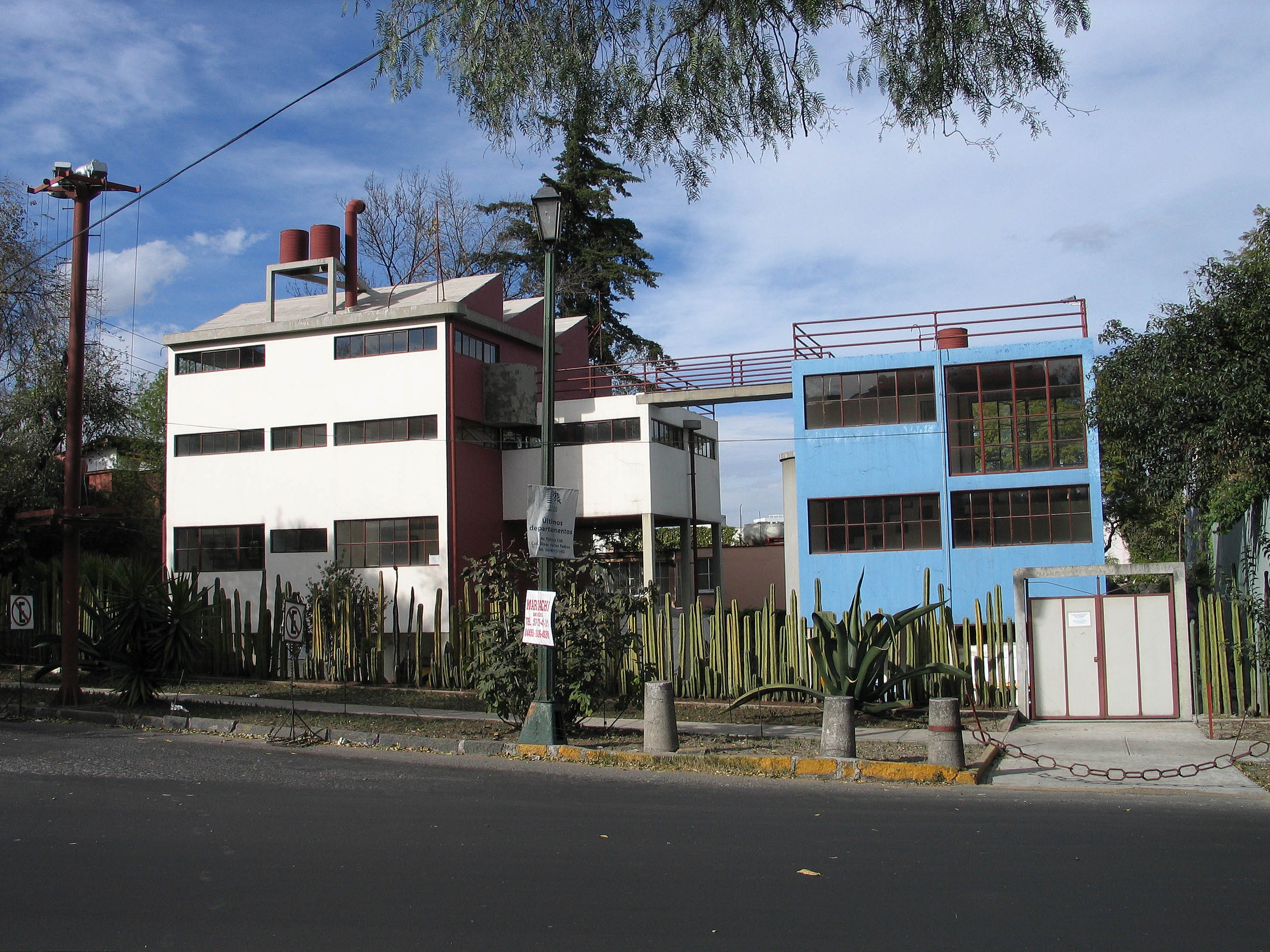
Het huis van Diego Rivera en Frida Kahlo in San Ángel

San Ángel is een wijk in de gemeente Álvaro Obregón in Mexico-Stad.
Tot de jaren 1950 was San Ángel een buiten de stad gelegen dorp, maar werd daarna snel opgeslokt door Mexico-Stad. Desalniettemin is het dorpse karakter bewaard gebleven. Zo zijn er veel straten met kasseien en zijn er veel pleintjes. De wijk is vooral populair onder kunstenaars en rijken. San Ángel geldt als een van de meest typisch Mexicaanse delen van Mexico-Stad.
Hoewel de hele wijk als toeristische trekpleister geldt, zijn vooral het huis van Frida Kahlo en Diego Rivera, de winkelstraat Avenida Altavista en de Avenida de la Paz met zijn vele restaurants en cafés bij de toeristen in trek. In San Ángel bevindt zich het Autonoom Technologisch Instituut van Mexico (ITAM) en het park La Bombilla, waar het gelijknamige restaurant stond waar Álvaro Obregón in 1928 werd vermoord.